# Сен-Бонне-Тронсе
Сен-Бонне́-Тронсе́ (фр. Saint-Bonnet-Tronçais) — коммуна во Франции, находится в регионе Овернь. Департамент коммуны — Алье. Входит в состав кантона Серийи. Округ коммуны — Монлюсон.
Код INSEE коммуны — 03221.

## Население
Население коммуны на 2008 год составляло 755 человек.
| 1962 | 1968 | 1975 | 1982 | 1990 | 1999 | 2008 |
| ---- | ---- | ---- | ---- | ---- | ---- | ---- |
| 1066 | 1105 | 1003 | 853  | 913  | 783  | 755  |

## Экономика
В 2007 году среди 408 человек в трудоспособном возрасте (15—64 лет) 280 были экономически активными, 128 — неактивными (показатель активности — 68,6 %, в 1999 году было 64,6 %). Из 280 активных работали 248 человек (124 мужчины и 124 женщины), безработных было 32 (14 мужчин и 18 женщин). Среди 128 неактивных 20 человек были учениками или студентами, 60 — пенсионерами, 48 были неактивными по другим причинам.

## Достопримечательности
- Труба Мора
- Пруд Тронсе
- Лес Тронсе
- Церковь Сен-Бонне (XIX век)
- Пруд Сен-Бонне